# Nyimeyong
Nyimeyong ou Nyemeyong est un village du Cameroun situé dans le département du Nyong-et-So'o et la région du Centre. Il fait partie de la commune de Mengueme.

## Population
En 1963, Nyimeyong comptait 920 habitants, principalement des Bané. Lors du recensement de 2005, on y a dénombré 633 personnes.